# Heterotopie (Geisteswissenschaft)
Heterotopie (aus altgriechisch ἕτερος héteros „verschieden, anders“ und τόπος tópos „Ort“) ist ein von Michel Foucault in der Frühphase seines Denkens eingeführter Begriff für Räume bzw. Orte und ihre ordnungssystematische Bedeutung, die die zu einer Zeit vorgegebenen Normen nur zum Teil oder nicht vollständig umgesetzt haben oder die nach eigenen Regeln funktionieren. Foucault nimmt an, dass es Räume gibt, die in besonderer Weise gesellschaftliche Verhältnisse reflektieren, indem sie sie zugleich repräsentieren, negieren und umkehren.
Heterotopien sind „wirkliche Orte, wirksame Orte, die in die Einrichtung der Gesellschaft hineingezeichnet sind, sozusagen Gegenplatzierungen oder Widerlager, tatsächlich realisierte Utopien, in denen die wirklichen Plätze innerhalb der Kultur gleichzeitig repräsentiert, bestritten und gewendet sind, gewissermaßen Orte außerhalb aller Orte, wiewohl sie tatsächlich geortet werden können.“
Darüber hinaus sei allen Heterotopien gemein, dass ihre jeweilige gesellschaftliche Bedeutung nicht statisch ist, sondern sich im Lauf ihres Fortbestehens verändern kann. Den Bedeutungswandel einer Heterotopie zu untersuchen heißt demzufolge, diskursanalytisch vorzugehen und die Heterotopie vor dem Hintergrund gesellschaftlichen Wandels zu begreifen.

## Beispiele für Heterotopien
Als Beispiele für Heterotopien nennt Foucault Jugend-, Alten- und Erholungsheime, psychiatrische Kliniken, Gefängnisse, die Kollegs des 19. Jahrhunderts, Kasernen, Friedhöfe, Kinos und Theater, Gärten, Museen, Bibliotheken, Festwiesen, Feriendörfer, sakrale Räume, kultische und nicht-kultische Reinigungsstätten, Gästehäuser, Bordelle, Kolonien sowie das Schiff als Heterotopie schlechthin. Spiegel nehmen eine interessante Funktion ein, sie sind weder Utopie, noch Heterotopie, sondern etwas Dazwischenliegendes.

## Bedeutung
Foucault betrachtet institutionelle Orte näher, die bestimmten Regeln unterworfen sind und deren „Partizipanten“ strenger Kontrolle unterliegen. Es sind Orte, an denen von der herrschenden Norm abweichendes Verhalten ritualisiert und lokalisiert wird. Sie befinden sich an den Rändern der Gesellschaft, „an den leeren Stränden, die sie umgeben.“
Diese Form von Heterotopien bezeichnet Foucault auch als Krisen- oder – in unseren modernen Gesellschaften – als Abweichungsheterotopien. Er hält sie für grundlegend für jede Gesellschaft, da sie diese strukturieren, ordnen und ihre Mitglieder kontrollieren, indem Abweichler bestraft bzw. ausgesondert werden und so das Fortbestehen der jeweiligen Gesellschaft gewährleistet wird. Die bekanntesten von Foucault behandelten Abweichungsheterotopien sind beispielsweise die Psychiatrie und das Gefängnis.
Auf der anderen Seite bieten andere Heterotopien durch ihr Anderssein die Möglichkeit zur Reflexion und Problematisierung gegebener Normen und zum Widerspruch.

## Eigenschaften

### Räumliche Struktur
Heterotopien unterscheiden sich auch in ihrer Struktur von anderen Räumen. So sind sie in der Lage, mehrere Räume an einem einzigen Ort zu vereinen und zueinander in Beziehung zu setzen, die eigentlich nicht vereinbar sind. Dies ist beispielsweise beim traditionellen Garten der Perser der Fall, der als eigener Mikrokosmos die ganze Welt symbolhaft abbildet und verbindet, oder beim Kino, das Publikumssaal und Fenster zu anderen Welten zugleich ist.

### Zeitliche Struktur
Eine wichtige Rolle spielt auch die eigene, ihnen zugrunde liegende Zeitstruktur, die Foucault als Heterochronie bezeichnet und die die Heterotopien nach außen hin abgrenzt: „Die Heterotopie erreicht ihr volles Funktionieren, wenn die Menschen mit ihrer herkömmlichen Zeit brechen.“
Foucault beschreibt zwei in dieser Hinsicht extreme Formen von Heterotopien: jene, in denen die Zeit endlos angesammelt wird, sich stapelt und drängt in Büchern oder Bildern wie es in Bibliotheken und Museen der Fall ist, und solche, die zeitlich äußerst begrenzt sind und sich innerhalb weniger Stunden oder Tage wieder auflösen wie dies bei Festen oder dem Jahrmarkt der Fall ist.

### Öffnung und Schließung
Heterotopien sind immer an ein System von Öffnungen und Schließungen gebunden, das sie nicht ohne weiteres für jeden zugänglich macht. Ihr Betreten und Verlassen ist an bestimmte Ein- und Ausgangsrituale geknüpft. Diese Rituale können in komplexen Reinigungsritualen bestehen wie bei japanischen Teehäusern, oder von relativ profaner Natur sein wie beim Entrichten eines Eintrittsgeldes im Kino. Die Beispiele zeigen, wie unterschiedlich diese Rituale sein können und wie stark der Grad der Öffnung beziehungsweise der Schließung nach außen hin variieren kann – in das Kino wird theoretisch jeder eingelassen, der das Eintrittsgeld bezahlt, beim japanischen Teehaus hingegen muss sich der Besucher zuerst ein bestimmtes Wissen über die Zeremonien angeeignet haben, bevor er den Ort betreten darf. Außerdem werden nicht alle Heterotopien freiwillig betreten und nicht immer wird an der Heterotopie partizipiert, wenn man deren Raum betritt.
So stellt das Betreten eines Gefängnisses für den Häftling eine höchst unfreiwillige Form des Partizipierens dar; kommt man hingegen als Besucher zum Tag der offenen Tür, so betritt man zwar den Raum des Gefängnisses, bleibt aus seinen heterotopischen Strukturen jedoch weitgehend ausgeschlossen, betritt den Raum also nicht wirklich.

### Illusionsraum, Kompensationsraum
Heterotopien entfalten eine Differenz gegenüber dem verbleibenden Raum. Extreme Heterotopien sind in dieser Hinsicht der Illusionsraum und der Kompensationsraum.
Der Illusionsraum erschafft eine Wirklichkeit, innerhalb derer der gesamte reale Raum als noch illusorischer erscheint als die Heterotopie selbst. Als Beispiel hierfür beschreibt Foucault die früheren Bordelle, die vielleicht gerade deshalb so berühmt waren, weil sie die perfekte Illusion einer „anderen“ Wirklichkeit erschufen.
Der Kompensationsraum kreiert einen anderen „wirklichen“ Raum, der vollkommener und wohlgeordneter erscheint als der Realraum. Als Kompensationsraum ließe sich – neben den von Foucault angeführten Jesuitenkolonien in Südamerika – womöglich auch das Kibbuz einordnen als eine verwirklichte Utopie, die durch ihren Platz in der Welt, zumindest ihren ursprünglichen Gedanken nach, als der vollkommenere reale Raum erscheinen soll.

## Heterotopie als literarisches Motiv
Der SF-Autor Samuel R. Delany bezieht sich in seinem Roman Triton auf den Begriff der Heterotopie bei Foucault. Der Roman trägt den Untertitel: Ein heterotopischer Roman.
Die britische Schriftstellerin Rachel Cusk verwendet das Motiv der Heterotopie in ihrem 2021 erschienenen Roman Der andere Ort.